# Field's
Field's, es el segundo centro comercial más grande de Dinamarca y uno de los más grandes de Escandinavia. Se encuentra ubicado en Ørestad, Copenhague, cerca de la autopista E20 y de la estación de Ørestad en el metro de Copenhague. Se ubica a 10 minutos del centro de la ciudad (Kgs. Nytorv). Con una ubicación de 7 minutos en los trenes regionales en un enlace de tren directo a la estación central (København H). Es propiedad de Steen & Strøm Danmark A / S, diseñado por la empresa Arkitektfirmaet CF Møller, Evenden y Haskolls. Inaugurado el 9 de marzo de 2004. Ocupa un área de 115, 000m², con un área de compras de 65, 000m². Cuenta con más de 140 minoristas, 20 cafeterías y restaurantes, 2, 500 empleados, y 3, 000 plazas de aparcamiento.